# Мьолнир
Мьолнир в скандинавската митология е чукът на Тор, бога на гръмотевиците. Мьолнир е най-могъщото оръжие и в Деветте свята, включително Валхала и Гинунгагап. Чукът е изкован в първичния древен Нидавелир от джуджета, които използвали Вечния огън. Тор използвал Мьолнир, за да предизвиква светкавични вълни и гръмотевични бури. С чука си побеждавал гигантите и техните поддръжници, защитавал от тях Асгард и Мидгард. Мьолнир бил открадван от господаря на йотуните Трюм и бога на магиите и лъжата Локи, като и двамата злодеи имали цел да отслабят Тор преди Рагнарьок. Но асите ги разкрили и наказали.